# Німецька академія музики і театру в Празі
Німецька академія музики і театру в Празі (нім. Deutsche Akademie für Musik und darstellende Kunst in Prag) — вищій музичній навчальній заклад (консерваторія) в Чехословаччини, який працював в Празі в 1920—1945 роках.
Академія фактично виділилася зі складу Празької консерваторії в зв'язку з тим, що в міжвоєнній Чехословаччині сформувалася тенденція до роздільного функціонування культурних інституцій двох основних націй — чехів та німців. Біля її витоків стояв перший ректор Академії Олександр фон Цемлінскій, серед його найближчих помічників спочатку були учні Арнольда Шенберга Антон Веберн та Генріх Яловець, а також Теодор Файдль та Георг Селл. Виконавчим директором при Цемлінському був (до виходу на пенсію в 1925 році) піаніст і музичний педагог Ромео Фінке (1868—1938). Його племінник, Фіделіо Фінке, також викладав в академії з моменту її створення, а в 1927 році змінив на посаді ректора Цемлінського, який поїхав до Берліна.
На чолі з Фінке в академії сформувалася особлива німецько-чеська композиторська школа. Серед учнів Фінке по Німецькій академії були, зокрема, Карл Міхаель Комм, Карл Марія Пізаровіц та Вальтер Зюскінд.
У 1940 році в рамках курсу нацистського керівництва на подальшу германізацію Праги і празького культурного життя академія була перетворена в Вищу школу — Інститут музики (нім. Hochschulinstitut für Musik) при Німецькому університеті в Празі. Після закінчення Другої світової війни і фактичної депортації німецького населення Чехії, що відбулася після цього, згідно з Декретом Бенеша академія була скасована.

## Відомі викладачі
- Конрад Анзорге

## Відомі студенти
- Ганс Краса
- Аліса Герц-Зоммер